# Óscar Tabárez
Óscar Washington Tabárez Sclavo (Montevideo, 3 marzo 1947) è un ex calciatore e allenatore di calcio uruguaiano, di ruolo difensore.
In patria è soprannominato El Maestro, anche in riferimento alla sua passata carriera di insegnante. Il 2 gennaio 2011 gli viene conferito il premio di miglior commissario tecnico dell'anno IFFHS con 200 punti, superando Vicente del Bosque (186 punti) e Joachim Löw (169 punti).
Il 25 marzo 2016 Tabárez supera Francisco Maturana, diventando il commissario tecnico con più panchine nelle qualificazioni della zona CONMEBOL al campionato del mondo, 47, tutte con la sola nazionale uruguaiana.
Tabárez è il quarto allenatore per numero di presenze in Copa América (30 partite), torneo in cui ha partecipato a 7 edizioni (1989, 2007, 2011, 2015, 2016, 2019 e 2021). È il commissario tecnico che a livello mondiale ha guidato una nazionale per il maggior numero di partite, record precedentemente appartenuto al tedesco Sepp Herberger.

## Carriera

### Allenatore

#### Gli inizi in Uruguay
La sua esperienza come allenatore inizia in Uruguay nei primi anni 1980 con le giovanili del Bella Vista e prosegue con la nazionale uruguaiana Under-20. In seguito, guida diverse squadre uruguaiane di alto livello, il Danubio, il Montevideo Wanderers e il Peñarol, con il quale vince la Coppa Libertadores 1987. L'anno successivo siede sulla panchina dei colombiani del Deportivo Cali.

#### Nazionale uruguaiana
Nel 1988 assume la guida della nazionale uruguaiana, con la quale Tabárez prende parte al campionato mondiale di Italia '90, uscendo agli ottavi di finale contro l'Italia.

#### Boca Juniors e Peñarol
Nell'autunno 1991 varca i confini nazionali e per due anni allena il Boca Juniors in Argentina, centrando la vittoria del torneo di Apertura nella stagione 1992-1993, dopo un ottimo secondo posto l'anno precedente. Nel 1993 torna in Patria, al Peñarol, dove però rimane una sola stagione.

#### Le esperienze in Europa
Nell'estate 1994 arriva in Italia, diventando l'allenatore del Cagliari, condotto a un discreto 9º posto in classifica. Nell'estate 1996 assume la guida tecnica del Milan. Il debutto è nella sconfitta a San Siro contro la Fiorentina per la finale della Supercoppa italiana. All'undicesima giornata, il 1º dicembre, l'allenatore uruguaiano si dimette dopo la sconfitta esterna contro il Piacenza (3-2) ed è sostituito da Arrigo Sacchi.
Nel 1997-1998 è l'allenatore dell'Oviedo, in Primera División spagnola. Non riesce a evitare la retrocessione del club, piazzatosi 18º.
Nel campionato di Serie A 1999-2000 è di nuovo alla guida del Cagliari, ma viene esonerato dopo 3 sconfitte e 1 pareggio.

#### Vélez Sarsfield e Boca Juniors
Dal 2000 al 2002 è in Argentina, dove allena prima il Vélez Sarsfield e poi il Boca Juniors.

#### Nazionale uruguaiana
Nel 2006 assume nuovamente l'incarico di commissario tecnico della nazionale uruguaiana, a 16 anni di distanza dalla precedente esperienza.
Sotto la sua guida, la squadra centra la qualificazione alla fase finale del campionato del mondo 2010; Tabarez diventa il secondo CT uruguaiano a guidare la propria nazionale in due diverse edizioni delle fasi finali dei Mondiali, eguagliando Juan López Fontana (1950 e 1954).
Ai mondiali africani l'Uruguay si comporta molto bene, qualificandosi al primo posto del girone A con 7 punti davanti a Messico, Sudafrica (4 punti a testa) e a una più che deludente Francia (1 solo punto). Dopo aver superato la Corea del Sud agli ottavi e il Ghana ai quarti dopo i calci di rigore, la sua squadra arriva in semifinale dove affronta i Paesi Bassi, i quali, dopo aver battuto ai quarti il favorito Brasile di Dunga, ha ragione anche dei sudamericani per 3-2, grazie a un gol decisivo di Wesley Sneijder. L'Uruguay deve così accontentarsi della finale per il terzo posto con la Germania, dove però perderà per 3-2, centrando comunque un quarto posto mondiale che mancava dall'edizione 1970.
Il 24 luglio 2011 l'Uruguay batte il Paraguay per 3-0 nella finale della Copa América 2011 e vince così questo torneo dopo 16 anni dall'ultima volta; in merito a tale vittoria Tabárez viene unanimemente considerato dagli addetti ai lavori come il deus ex machina che ha plasmato questa squadra a un successo non da tutti previsto alla vigilia della competizione.
Con la Celeste ottiene nuovamente la qualificazione alla fase finale dei Mondiali. A Brasile 2014, nonostante la sconfitta inaspettata contro la Costa Rica (1-3), l'Uruguay raggiunge la fase a eliminazione diretta in virtù dei successi contro Inghilterra (2-1) e Italia (1-0). Il percorso della squadra si arresta negli ottavi al cospetto della Colombia, vittoriosa per 2-0.
Nella Copa América 2015 l'Uruguay di Tabárez supera la prima fase in qualità di migliore terza con una vittoria, un pari e una sconfitta, ma viene eliminato dai padroni di casa del Cile ai quarti di finale. Dopo la rissa nata tra le panchine alla fine del match Edinson Cavani e lo stesso CT rimediano una squalifica. Nella Copa América Centenario, disputata negli Stati Uniti l'anno seguente, l'Uruguay di Tabárez, nonostante l'assenza di Luis Suárez per infortunio, è tra le favorite per la vittoria finale, ma delude, rimediando una clamorosa eliminazione già nella prima fase. La stampa accusa il CT di non aver schierato, nell'ultimo decisivo match perso contro il Venezuela, la stella Suárez, presente in panchina seppur infortunato e visibilmente contrariato per la scelta del suo allenatore, che rivendica la scelta di non impiegare giocatori infortunati.
Nel 2016 dichiara di essere affetto da una neuropatia cronica che attacca il sistema motorio (non la sindrome di Guillain-Barré), esprimendo tuttavia l'intenzione di continuare il suo incarico di selezionatore, guidando l'Uruguay al campionato del mondo 2018, dove viene eliminato solo ai quarti di finale dalla Francia, futura vincitrice del torneo.
Sostituito temporaneamente da Fabián Coito, selezionatore ad interim, dopo il mondiale russo, il 21 settembre 2018 firma il rinnovo contrattuale di quattro anni come CT della nazionale uruguaiana. Nella Coppa America 2019 e nella Coppa America 2021 non va oltre i quarti di finale.
A causa di quattro sconfitte consecutive subite nelle qualificazioni CONMEBOL al campionato del mondo 2022, il 19 novembre 2021, con la squadra al settimo posto in classifica nel girone sudamericano, viene sollevato dall'incarico dopo quasi 15 anni consecutivi; gli subentra Diego Alonso.

## Statistiche

### Statistiche da allenatore

#### Nazionale nel dettaglio
| 1989             | Uruguay        | Qual. Mondiale 1990     | 1º nel Gruppo A, qualificato    | 4   | 3   | 0  | 1  | 75,00 | 7   | 2   | +5   |
| Giu. 1989        | Uruguay        | Copa América 1989       | 2º                              | 7   | 4   | 0  | 3  | 57,14 | 11  | 3   | +8   |
| 1990             | Uruguay        | Mondiale 1990           | Ottavi di finale                | 4   | 1   | 1  | 2  | 25,00 | 2   | 5   | -3   |
| Dal 1988 al 1990 | Uruguay        | Amichevoli              |                                 | 11  | 5   | 3  | 3  | 45,45 | 18  | 14  | +4   |
| Giu. 2007        | Uruguay        | Copa América 2007       | 4º                              | 6   | 2   | 2  | 2  | 33,33 | 8   | 9   | -1   |
| 2007             | Uruguay        | Qual. Mondiale 2010     | 5º, qualificato dopo i play-off | 4   | 1   | 1  | 2  | 25,00 | 8   | 5   | +3   |
| 2008             | Uruguay        | Qual. Mondiale 2010     | 5º, qualificato dopo i play-off | 6   | 2   | 3  | 1  | 33,33 | 11  | 5   | +6   |
| 2009             | Uruguay        | Qual. Mondiale 2010     | 5º, qualificato dopo i play-off | 10  | 4   | 3  | 3  | 40,00 | 11  | 11  | 0    |
| 2010             | Uruguay        | Mondiale 2010           | 4º                              | 7   | 3   | 2  | 2  | 42,86 | 11  | 8   | +3   |
| Giu. 2011        | Uruguay        | Copa América 2011       | Vincitore                       | 6   | 3   | 3  | 0  | 50,00 | 9   | 3   | +6   |
| 2011             | Uruguay        | Qual. Mondiale 2014     | 4º, qualificato dopo i play-off | 3   | 2   | 1  | 0  | 66,67 | 9   | 3   | +6   |
| 2012             | Uruguay        | Qual. Mondiale 2014     | 4º, qualificato dopo i play-off | 6   | 1   | 2  | 3  | 16,67 | 7   | 15  | -8   |
| 2013             | Uruguay        | Qual. Mondiale 2014     | 4º, qualificato dopo i play-off | 9   | 5   | 2  | 2  | 55,56 | 15  | 7   | +8   |
| 2013             | Uruguay        | Confederations Cup 2013 | 4º                              | 5   | 2   | 1  | 2  | 40,00 | 14  | 6   | +8   |
| 2014             | Uruguay        | Mondiale 2014           | Ottavi di finale                | 4   | 2   | 0  | 2  | 50,00 | 4   | 6   | -2   |
| Giu. 2015        | Uruguay        | Copa América 2015       | Quarti di finale                | 4   | 1   | 1  | 2  | 25,00 | 2   | 3   | -1   |
| 2015             | Uruguay        | Qual. Mondiale 2018     | 2º, qualificato                 | 4   | 3   | 0  | 1  | 75,00 | 9   | 2   | +7   |
| 2016             | Uruguay        | Qual. Mondiale 2018     | 2º, qualificato                 | 8   | 4   | 2  | 2  | 50,00 | 15  | 9   | +6   |
| 2017             | Uruguay        | Qual. Mondiale 2018     | 2º, qualificato                 | 6   | 2   | 2  | 2  | 33,33 | 8   | 9   | -1   |
| Giu. 2016        | Uruguay        | Copa América Centenario | 3º nel Gruppo C                 | 3   | 1   | 0  | 2  | 33,33 | 4   | 4   | 0    |
| 2018             | Uruguay        | Mondiale 2018           | Quarti di finale                | 5   | 4   | 0  | 1  | 80,00 | 7   | 3   | +4   |
| 2019             | Uruguay        | Copa América 2019       | Quarti di finale                | 4   | 2   | 1  | 1  | 50,00 | 7   | 2   | +5   |
| ott.-nov. 2020   | Uruguay        | Qual. Mondiale 2022     | Esonerato                       | 4   | 2   | 0  | 2  | 50,00 | 7   | 7   | +0   |
| 2021             | Uruguay        | Qual. Mondiale 2022     | Esonerato                       | 10  | 2   | 4  | 4  | 20,00 | 8   | 14  | -6   |
| giu.-lug. 2021   | Uruguay        | Copa América 2021       | Quarti di finale                | 5   | 2   | 2  | 1  | 40,00 | 4   | 2   | +2   |
| Dal 2006 al 2021 |                | Amichevoli              |                                 | 70  | 40  | 14 | 16 | 57,14 | 129 | 70  | +59  |
| Totale Uruguay   | Totale Uruguay | Totale Uruguay          | Totale Uruguay                  | 215 | 103 | 50 | 62 | 47,91 | 345 | 227 | +118 |

## Palmarès

### Club

#### Competizioni nazionali
- Campionato argentino: 1

Boca Juniors: Apertura 1992

#### Competizioni internazionali
- Coppa Libertadores: 1

Peñarol: 1987
- Copa Master de Supercopa: 1

Boca Juniors: 1992

### Nazionale
- Giochi panamericani: 1

Uruguay U-20: 1983
- Coppa America: 1

Uruguay: Argentina 2011

### Individuale
- Allenatore sudamericano dell'anno: 2

2010, 2011
- Commissario tecnico dell'anno IFFHS: 1

2011